# Paraeumigus fortius
Paraeumigus fortius är en insektsart som först beskrevs av Bolívar, I. 1907.  Paraeumigus fortius ingår i släktet Paraeumigus och familjen Pamphagidae. Inga underarter finns listade i Catalogue of Life.